# Geschichte Ozeaniens
Die Geschichte Ozeaniens begann mit der Einwanderung der ersten Menschen vor mindestens 40.000 Jahren, die aus Südostasien kommend den Rand Ozeaniens erreichten und in Australien landeten. Bis auf Neuguinea und einige benachbarte melanesische Inseln blieb Ozeanien selbst jedoch unbesiedelt.

## Entdeckung und Besiedlung
Die eigentliche Besiedelung begann um 1500–1300 v. Chr. vermutlich von den Philippinen und Taiwan aus. Im Laufe vieler Jahrhunderte erreichten die Einwanderer eine Insel nach der anderen und dehnten das Siedlungsgebiet immer weiter nach Osten aus. Vor allem die Polynesier unternahmen von ihrem Kerngebiet, dem Inseldreieck Tonga-Fidschi-Samoa, ausgehend eindrucksvolle Entdeckungsfahrten. Mit ihren Auslegerkanus gelangten sie bis nach Hawaii, Neuseeland und im Osten des Pazifik bis zur Osterinsel.
Die Geschichte dieser voreuropäischen Kolonialisation ist schwierig zu erforschen, da die Völker Ozeaniens keine Schrift besaßen. Nur einige mündliche Überlieferungen sind bis in die Neuzeit erhalten geblieben wie z. B. die Besiedlung Neuseelands durch Tama Te Kapua. Schriftliche Aufzeichnungen gibt es erst mit den europäischen Entdeckungsfahrten ab dem 16. Jahrhundert.

## 16. Jahrhundert

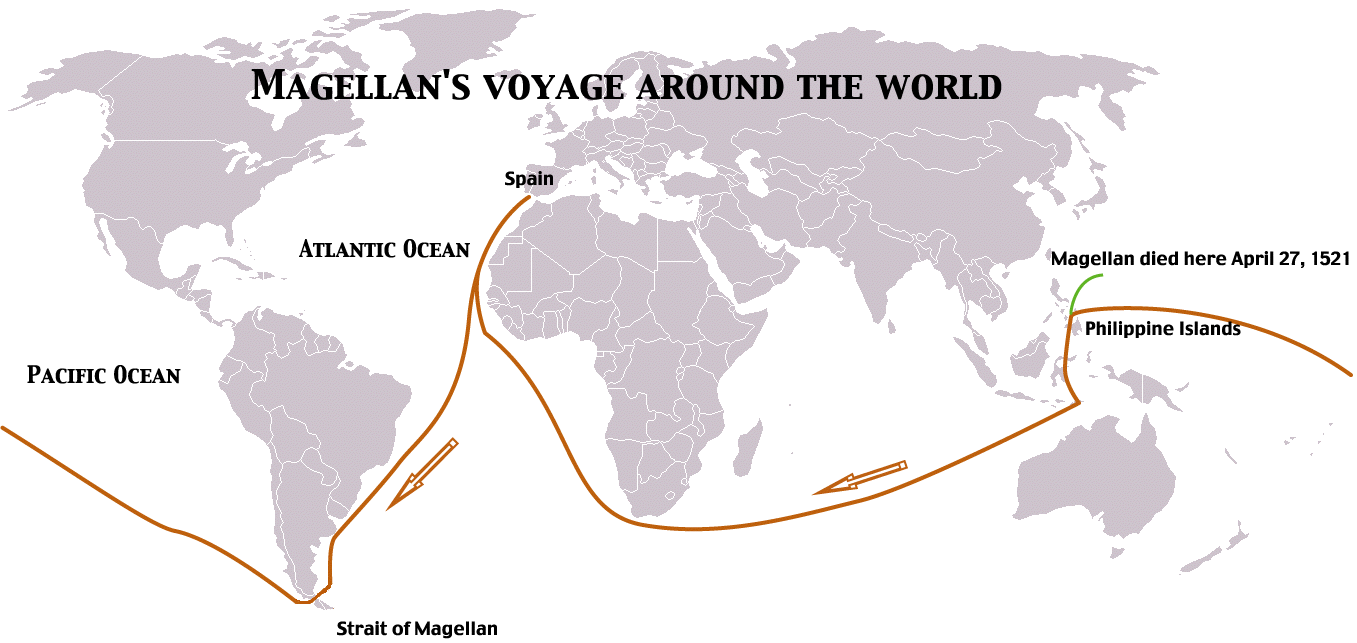
Magellans Reise um die Welt, ein Beispiel für den Entdeckergeist des 16. Jahrhunderts

Der europäische Entdeckergeist des 16. Jahrhunderts ist ausschlaggebend für zahlreiche Expeditionen. Zuerst steht die Erforschung einer Westroute über den Pazifik zu den reichen Handelszentren Asiens im Mittelpunkt. Später suchen vorwiegend spanische und portugiesische Abenteurer nach dem hypothetischen Südkontinent Terra Australis Incognita oder hoffen legendäre Reichtümer wie die Minen König Salomons zu finden. Aufgrund mangelhafter Navigationstechniken konnten manche der entdeckten Inselgruppen, z. B. die Salomonen, nicht mehr wiedergefunden werden und gerieten in Vergessenheit. Ende des 16. Jahrhunderts beginnen auch die Niederländer mit der Erforschung Ozeaniens.
Da die Besuche der Europäer noch vergleichsweise selten waren, hielten sich die negativen Auswirkungen für die einheimische Bevölkerung noch in Grenzen.
| Zeitlinie – 16. Jahrhundert |
| - 1513 Vasco Núñez de Balboa überquert den Isthmus von Panama von Norden kommend. Den Pazifischen Ozean nennt er Mar del sur („Südmeer“, „Südsee“). - 1520 Ferdinand Magellan durchquert die nach ihm benannte Meerenge (die Magellanstraße) in Richtung Südpazifik und segelt auf der Westroute zu den Molukken. Er gibt dem Ozean den Namen „mar pacifico“ („friedliches Meer“). - 1521 Magellan landet auf Guam und nennt die Inselgruppe „Islas de Ladrones“ („Inseln der Diebe“, die heutigen Marianen und Mikronesien). - 1526 Jorge de Meneses erreicht Neuguinea. - 1527–1529 Alvaro de Saavedra Ceron versucht von den Molukken nach Mexiko zu segeln. Dieses zunächst belächelte Vorhaben führt ihn zu den Admiralitätsinseln (Melanesien und die östlichen Gebiete der Karolinen (Mikronesien)). - 1537 Fernando Grijalva erreicht den Gilbertarchipel (Mikronesien). - 1542–1545 Ruy López de Villalobos überquert von Mexiko den Pazifik. Er landet auf den zentral gelegenen Marshallinseln und den westlichen Karolinen. Die Rückreise verlief sehr unglücklich, sowohl er als auch sein Nachfolger überlebten die Reise nicht. Seine zunächst von Bernaldo de la Torre, dann von Íñigo Ortiz de Retez geführte Flotte scheitert am Nordostpassat, fand aber zuvor die nördlichen Marianen (Mikronesien) und die Ninigogruppe (Melanesien). - 1568 Alvaro de Mendaña de Neyra trifft auf die Elliceinseln und die Salomonen. - 1579 Francis Drake überquert auf seiner Weltumsegelung den Nordpazifik auf dem Rückweg nach England. - 1595 Alvaro de Mendaña erreicht die Marquesas. Er wird aber von der bewaffneten indigenen Bevölkerung vertrieben und segelt weiter zu den Philippinen. - 1599 Olivier van Noort erreicht die Ladronen (Islas de Ladrones, Marianen-Inseln). |

## 17. Jahrhundert
Immer noch ist einiges im Pazifik den Europäern unbekannt und vor allem die Geschichten der Heimkehrer über das Paradies locken immer mehr Seeleute. Die Motivation, neue Welten zu bereisen, ist zwar groß, geht aber Hand in Hand mit der Gier nach den unberührten Bodenschätzen der neuen Welt.
Die Kirche macht sich unterdessen Sorgen wegen der „Vermischung“ mit den Heidenvölkern, ist aber gleichwohl am Seelenheil der „Wilden“ interessiert. Sie reagiert, indem sie die Unzucht mit den Einwohnern öffentlich diskreditiert und Missionare delegiert, die den Fahrten beistehen sollen.
| Zeitlinie – 17. Jahrhundert |
| - 1606 Luiz Vaéz de Torres erreicht den Tuamotu-Archipel, das Great Barrier Reef in Australien sowie die Meerenge zwischen Neuguinea und Australien, der er den Namen Torres-Straße gibt. - 1609 Pedro Fernández de Quirós erreicht die Banks-Gruppe, die Duff-Gruppe und die Neuen Hebriden (heute Vanuatu). - 1642–1643 Abel Janszoon Tasman kommt von Batavia kommend nach Tasmanien, Neuseeland sowie Neubritannien (Melanesien). - 1699 William Dampier umsegelt Neubritannien und findet dabei die nach ihm benannte Passage zwischen Neubritannien und Neuguinea, die Dampier-Straße. |

## 18. Jahrhundert

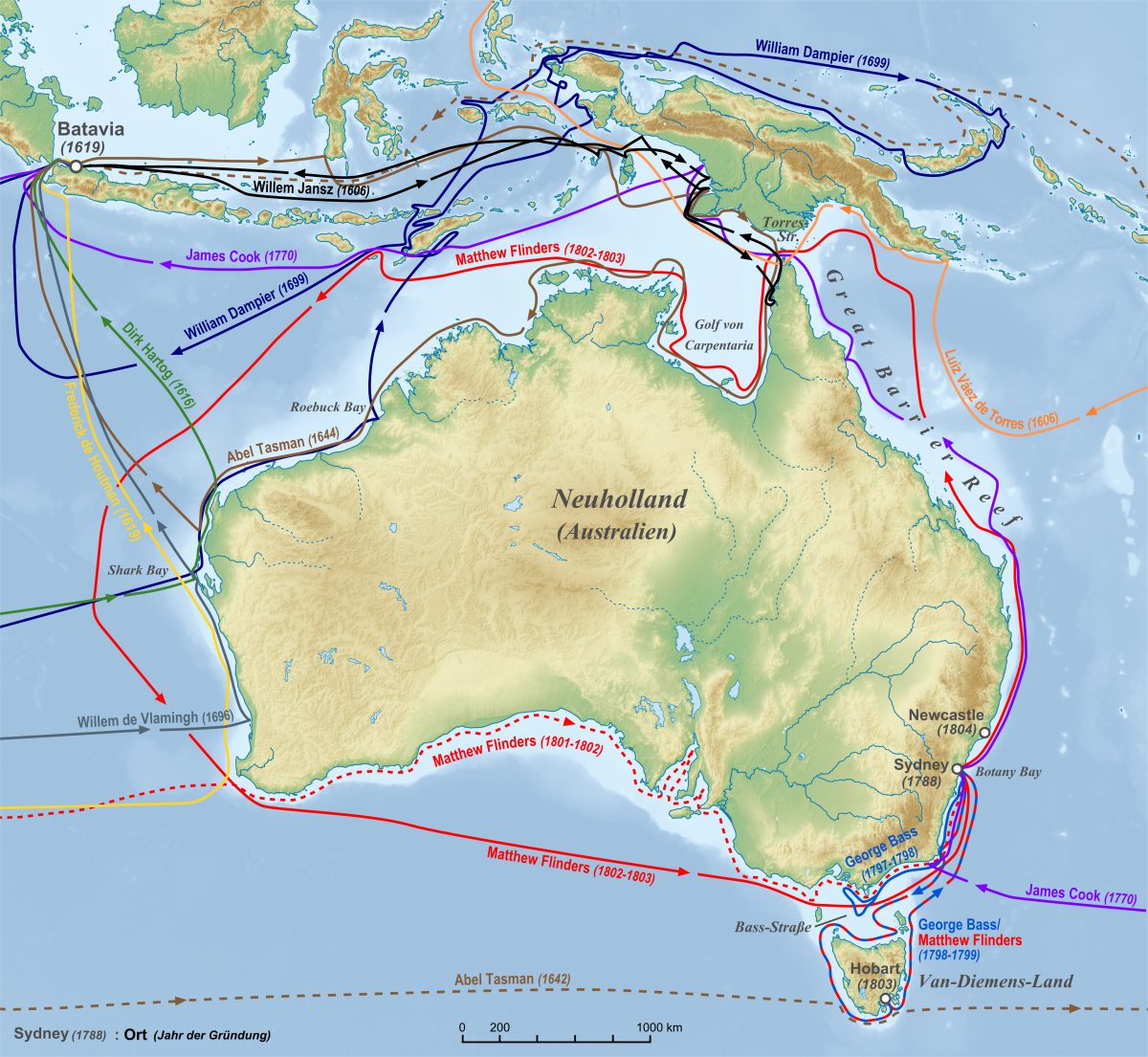
Erkundungen europäischer Entdecker bis 1812
1606 Willem Jansz
1606 Luiz Váez de Torres
1616 Dirk Hartog
1619 Frederick de Houtman
1644 Abel Tasman
1696 Willem de Vlamingh
1699 William Dampier
1770 James Cook
1797–1799 George Bass
1801–1803 Matthew Flinders

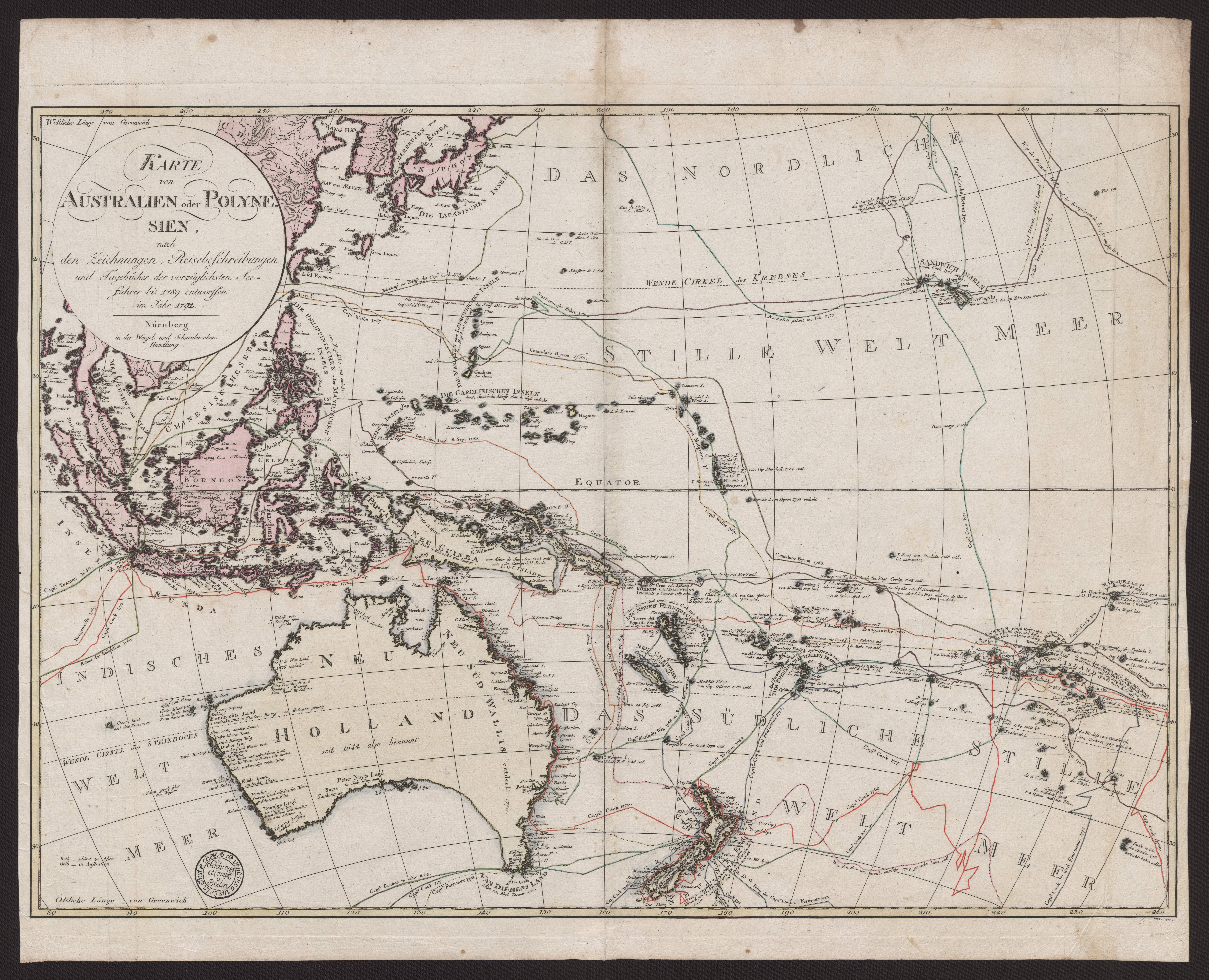
Deutsche Karte von „Australien oder Polynesien“ (1795), mit verschiedenen Reisen von Seefahrern im Südpazifik.

An von Europäern unentdeckten Inseln steht immer weniger zur Verfügung, dennoch finden Weltumsegler wie Louis Antoine de Bougainville, James Cook und andere noch einige unerforschte Gebiete. Hinzu kommt, dass von den Entdeckungen des 16. Jahrhunderts einiges wieder in Vergessenheit geriet. Einige machten sich nun daran, die Inseln mit modernen Mitteln zu kartieren.
| Zeitlinie – 18. Jahrhundert |
| - 1722 Jakob Roggeveen findet die Osterinsel und den Samoa-Archipel. - 1766–1769 Louis Antoine de Bougainville erforscht den Südpazifik. Er ist der Meinung, Tahiti entdeckt zu haben, weiß aber nicht, dass Samuel Wallis bereits zuvor die Gesellschaftsinseln gefunden und Tahiti als „King George Island“ kartografiert hat. - 1769 Philip Carteret entdeckt die Carteretstraße zwischen Neuirland und Neubritannien. - 1768–1771 James Cooks erste Pazifikreise führt zu den Austral-Inseln und der Cookstraße. - 1770 Der Spanier Francisco González findet und umsegelt die wieder vergessene Osterinsel und nimmt sie für Spanien in Besitz. - 1772–1775 James Cooks zweite Pazifikreise: Auffindung der Cookinseln, Besuche auf Tonga und den Marquesas, erreicht Neukaledoniens. Domingo de Boenechea erreicht mehrere Inseln in der Tuamotu-Gruppe. - 1780–1781 Francisco Mourelle kommt nach Latte (Late). - 1776–1780 James Cook erreicht zusammen mit anderen britischen Forschungsreisenden Hawaii, wo er am 14. Februar 1779 verstirbt. - 1791 Joseph Ingraham erreicht die nördlichen Marquesas. - 1798 Edmund Fanning erreicht Fanning, Washington Island und Kingman Reef (Polynesien). |

## 19. Jahrhundert

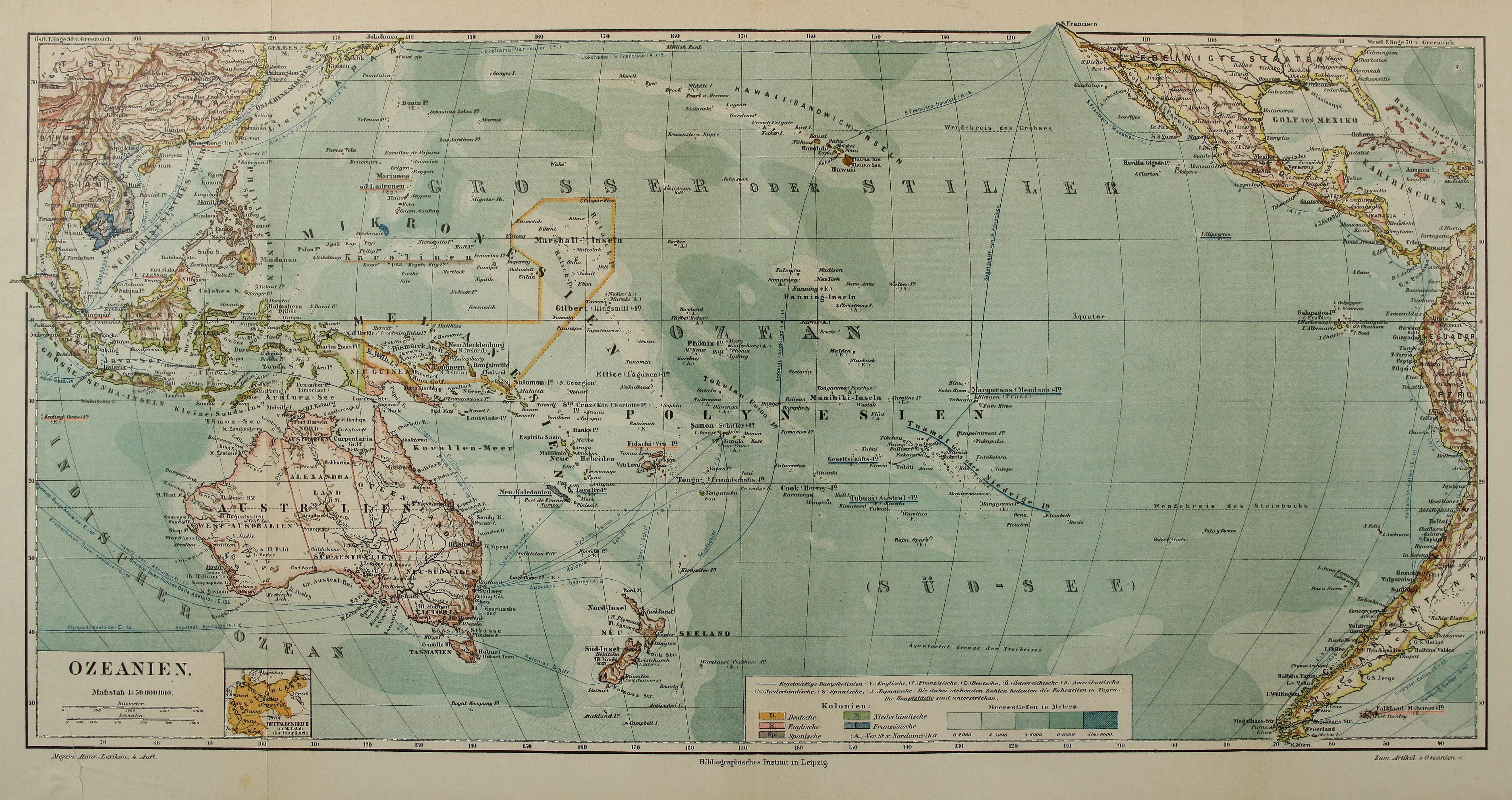
Ozeanien um 1890

Die Kartierungen des 18. Jahrhunderts werden fortgeführt. Der Imperialismus beginnt sich auszuwirken. Zunehmend werden fremde Inselgruppen unter den Großmächten aufgeteilt. Die Kolonialisierung des Südpazifik entwickelt sich zu einem Wettlauf. Vor allem Deutsche, Briten, Franzosen, Holländer und Amerikaner streiten um jede Insel.
Der Spanisch-Amerikanische Krieg führt am Ende des 19. Jahrhunderts zu einer wilden Rochade der Kolonialgebiete.
| Zeitlinie – 19. Jahrhundert |
| - 1820 Erste umfassende Kartierung des Tuamotu-Archipels während einer von Fabian Gottlieb von Bellingshausen geführten russischen Antarktisexpedition. - 1826–1829 Friedrich Benjamin von Lütke führt eine russische Forschungsreise durch den Pazifik und kartiert die Marianen. - 1839 Neuseeland wird der britischen Kolonialadministration in Australien unterstellt (1840 Kolonie und 1907 Dominion). - 1842 Die Marquesas und Tuamotus werden als Kolonien Frankreichs beansprucht. - 1843 Tahiti wird französische Kolonie und bleibt es bis lange ins 20. Jahrhundert hinein. - 1858 Amerikanische Firmen beginnen die Guanovorkommen auf den Phoenixinseln auszubeuten. - 1860–1861 Der deutsche Botaniker Berthold Seemann bereist im Auftrag der britischen Regierung die Fidschi-Inseln, unter anderem um die Möglichkeiten des Baumwollanbaus abzuschätzen. - 1874 Fidschi wird Teil des britischen Kolonialimperiums. - 1874–1876 Britische „Challenger“-Expedition – Beginn der systematischen Meeresforschung; das Schiff besucht 1875 mehrere Südseeinseln. - 1875–1876 Deutsche Gazelle-Expedition unter Freiherr Georg von Schleinitz: Forschungen im Bismarckarchipel. - 1877 Die Gilbertinseln sowie die Elliceinseln geraten unter britische Kolonialverwaltung. - 1884–1885 Großbritannien annektiert den Südosten Neuguineas. - 1885 Nordost-Neuguinea und der Bismarck-Archipel werden Bestandteile des deutschen Kolonialreiches. Spanien ergreift Besitz von den Karolinen und unterwirft diese als Kolonie. Die nördlichen Salomonen und die Marshallinseln werden deutsch, die südlichen Salomonen britisch. - 1886 Holland erklärt den Westen Neuguineas zur Kolonie. - 1887 Die Neuen Hebriden geraten unter britisch-französische Kolonialherrschaft (sogenannte anglo-französische Marinekommission); die Atollgruppen Futuna und Alofi fallen an Frankreich. - 1889 Annexion der Tokelaugruppe durch Großbritannien und der Austral-Inseln durch Frankreich. - 1897 Hawaii wird amerikanisches Protektoratsgebiet. Zuvor hatte man die letzte hawaiische Königin gestürzt. - 1898 Großbritannien annektiert die Santa-Cruz-Inseln. - 1898–1900 Der Spanisch-Amerikanische Krieg verursacht einen wilden Besitzwechsel der Kolonien. |

## 20. Jahrhundert

Kolonien in Ozeanien um 1914

Der Erste Weltkrieg beendet die deutsche Kolonialmacht. Deutsche Kolonien auf der ganzen Welt werden im Zuge der Entstehung des Völkerbunds unter den Siegermächten aufgeteilt.
Als der Zweite Weltkrieg über Ozeanien hereinbricht, ist es Schauplatz vieler Seeschlachten zwischen den Vereinigten Staaten von Amerika und Japan. Durch Bündnispolitik wird der Krieg bis nach Australien getragen. Die kaiserliche Kolonialmacht Japans zerfällt kurz vor dessen Niederlage.
Zu Beginn der zweiten Hälfte des 20. Jahrhunderts beginnen die USA ihre Kolonien unter Vorbehalt gewisser politischer Interventionsrechte und militärischer Privilegien – wie der Erbauung und Erhaltung von Militärstützpunkten – in die Eigenverwaltung zu entlassen. Später werden andere Inselstaaten zu ähnlichen Konditionen vom British Commonwealth und den französischen Überseedepartements unabhängig. In seltenen Fällen erfolgt der Gang in die Selbständigkeit unter Blutvergießen.
| Zeitlinie – 20. Jahrhundert |
| - 1900 Hawaii wird amerikanisches Territorium. - 1914–1918 Im Zuge des Ersten Weltkriegs teilen die Siegermächte die deutschen Kolonien in der Südsee als Mandat des Völkerbunds unter sich auf. - 1937 Großbritannien annektiert die Phoenixinseln. - 1945 Japan muss sein Kolonialreich nach der Kapitulation am 2. September aufgeben. - 1946–1947 Die Vereinten Nationen sprechen den USA die einstigen japanischen Mandate als Treuhandgebiete zu. - 1946–1969 Die USA siedeln die Bevölkerung von Bikini, Kwajalein und Eniwetok aus, um Atomversuche auf den Atollen durchführen zu können. - 1948 Großbritannien übergibt die Tokelaugruppe an Neuseeland. - 1959 Hawaii wird Bundesstaat der USA. - 1962 Westsamoa erlangt die Unabhängigkeit. - 1966–1974 Frankreich führt in Französisch-Polynesien Atomversuche auf dem Mururoa-Atoll durch. - 1968 Nauru wird selbstständige Republik. - 1970 Tonga und Fidschi werden unabhängig. - 1975 Papua-Neuguinea bildet gemeinsam mit dem Bismarckarchipel, den Admiralitätsinseln, Louisiaden und nördlichen Salomonen einen souveränen Staat. Die nördlichen Marianen bilden das sogenannte „Commonwealth of Northern Mariana Islands“. - 1978 Die mittleren und südlichen Salomonen sowie die Elliceinseln erlangen Selbstständigkeit. - 1979 Die Gilbertinseln (heute Kiribati) werden unabhängig. - 1980 Die Neuen Hebriden bilden den selbständigen Staat Vanuatu. - 1981 Palau erklärt seine Loslösung von den übrigen Karolinen. - 1987 Fidschi wird durch zwei aufeinanderfolgende Militärputsche Republik. - 1994 Palau wird 185. UNO-Mitglied. - 1996 Frankreich beschließt nach heftigen Protesten die endgültige Einstellung aller Atomversuche im Südpazifik. |